# Cerapachys elegans
Cerapachys elegans é uma espécie de formiga do gênero Cerapachys.